# Fractional Orbital Bombardment System
Il Sistema di Bombardamento Orbitale Frazionale o Fractional Orbital Bombardment System (in cirillico: Система частично-орбитального бомбометания; nome in codice NATO: FOBS) è stato un sistema orbitale di attacco nucleare di origine sovietica sviluppato negli anni sessanta dall'OKB-586, entrato in servizio nel 1969 nei ranghi delle forze armate sovietiche ed il cui nome in codice è divenuto, in Occidente, più noto dell'originale denominazione di progetto.
Progettato per colpire obiettivi collocati su qualsiasi punto sulla superficie terrestre, il sistema era costituito da un vettore missilistico R-36O abbinato ad un veicolo di rientro dotato di testata nucleare monoblocco, denominato OGCh, il quale poteva essere rilasciato in orbita terrestre e mantenuto latente fino a ricezione dell'ordine di attacco.
Unico sistema di impiego di armi nucleari orbitale ad essere mai entrato in servizio,  nel corso della sua vita operativa ha effettuato 3 lanci senza mai impiegare munizioni vive, in virtù della ratifica da parte sovietica del Trattato sullo spazio extra-atmosferico del 1967 col quale i firmatari rinunciavano ad immettere in orbita testate nucleari.
Venne radiato nel 1983 a seguito della ratifica dell'URSS dei trattati SALT II nei quali, di questi sistemi d'arma, si vieta anche solo lo sviluppo.

## Storia

### Sviluppo
L'esigenza per le forze armate sovietiche di disporre di un sistema missilistico a lunghissimo raggio emerse nei primi anni 60. Infatti, all'epoca la NATO disponeva di basi di lancio missilistiche in Turchia ed Europa, che gli consentivano di colpire il territorio sovietico con un preavviso minimo. Nel tentativo di porre rimedio a questa situazione di svantaggio, i vertici sovietici decisero di sviluppare un sistema d'attacco orbitale: in pratica, si trattava di mettere in orbita alcune testate nucleari, che potessero essere fatte rientrare sulla Terra in caso di conflitto armato.
Nel 1961, fu quindi emesso il requisito GR-1 (Razzo Globale 1), che in pratica richiedeva lo sviluppo di un sistema in grado di mettere una testata nucleare del peso di 1.500 kg in una orbita terrestre bassa di 150 km. La testata avrebbe dovuto essere in grado di rientrare ed attaccare gli Stati Uniti continentali in ogni direzione, prima che questa fosse individuata dai radar d'allerta missilistico della difesa americana.
Le proposte furono tre.
1. R-36O: proposto da Michail Kuz'mič Jangel', si trattava di una versione per impiego orbitale del missile balistico intercontinentale R-36
2. GR-1: proposto da Sergej Pavlovič Korolëv, si trattava di una soluzione a basso rischio tecnologico, perché utilizzava soluzioni tecniche già usate con successo sull'R-9
3. UR-200: proposto da Vladimir Nikolaevič Čelomej. Furono effettuati 9 lanci di prova, prima della cancellazione del programma.

Iil progetto che fu effettivamente portato avanti fu quello relativo all'R-36O, approvato il 12 gennaio 1965. La base di partenza fu l'R-36 ed il primo volo del nuovo missile fu effettuato il 16 dicembre 1965, e furono condotti una serie di test suborbitali (alcuni dei quali falliti). I test si svolsero presso il cosmodromo di Bajkonur, nei siti di lancio LC-160 ed LC-162. Il sistema venne ufficialmente accettato dalle autorità militari il 19 novembre 1968.

## Caratteristiche

### Veicolo di rientro (OGCh)
Il veicolo, di forma conica, aveva una sezione con la strumentazione, contenente un sistema di navigazione inerziale ed un radar altimetrico. Grazie al radar, era possibile misurare l'altitudine dell'orbita e determinare in modo automatico le modalità di rientro del veicolo, interrompendo le manovre orbitali. L'impianto propulsivo era costituito da un retrorazzo Yangel RD-854 a propellente liquido, con una singola camera di combustione. La manovrabilità era garantita da quattro ugelli sui lati del motore principale, che utilizzavano i gas di scarico. La testata nucleare aveva una potenza dichiarata di 5 megatoni, anche se gli esperti occidentali la ritenevano meno potente (da uno a tre megatoni). La massa di un OGCh era di 1.700 kg, ed i valori orbitali tipici erano perigeo 139 km, apogeo 279 ed inclinazione 49,6 gradi.

### Funzionamento
Dopo il lancio, l'unità manovrabile orientava la navetta spaziale nell'orbita e determinava in modo autonomo il momento ideale per interrompere le manovre e far rientrare il veicolo sulla Terra, verso l'obiettivo. Per evitare di violare i trattati internazionali, i veicoli rientravano sempre prima di completare l'orbita: da qui il nome di “orbita frazionata”.
Infatti, con il sistema delle “testate orbitanti”, era possibile non solo attaccare qualunque obiettivo, ma anche farlo di sorpresa. Infatti, i sovietici erano in grado di colpire gli Stati Uniti continentali senza che le loro testate fossero intercettate dai radar d'allerta. In particolare, era possibile distruggere tutte le principali installazioni di comando americane, nonché i radar ABM con i relativi impianti di difesa antimissile.
Tuttavia, i limiti erano molteplici. Inoltre, le esigenze “orbitali” ridussero il payload massimo caricabile, e quindi le testate erano relativamente poco potenti in confronto a quelle dei normali ICBM. Vi era poi il problema della scarsa precisione, tanto che alcuni esperti americani misero in dubbio la reale efficacia del sistema, visto il CEP molto elevato. A questo occorre infine aggiungere che il vantaggio della sorpresa venne completamente annullato negli anni settanta, quando gli americani misero in orbita dei satelliti d'allerta all'infrarosso.

## Impiego operativo
Il dispiegamento degli R-36O iniziò il 25 agosto 1968, presso il cosmodromo di Baikonur, ed il sistema fu accettato dalle autorità militari il 19 novembre dello stesso anno. Il primo reggimento fu posto in stato di allerta a partire dal 25 agosto 1969: tale unità schierava i missili in 18 silos, posti presso il cosmodromo stesso.
Il sistema fu ritirato dal servizio nel gennaio 1983, in seguito ai trattati SALT-II che proibivano i sistemi FOBS. Dei 18 silos, 12 furono smantellati ed i restanti sei vennero convertiti per l'utilizzo di varianti spaziali dell'SS-18 Satan.

## Composizione del sistema
Il sistema FOBS era costituito da due elementi:
- R-36O: missile vettore R-36 dotato di terzo stadio aggiuntivo manovrabile
- OGCh: veicolo di rientro

## Cronologia dei lanci
Complessivamente, furono lanciati 24 OGCh tramite vettori R-36O: sei suborbitali ed i restanti orbitali (questi ultimi classificati come missioni Cosmos). I lanci successivi all'accettazione del sistema furono effettuati per dimostrare l'operatività dello stesso. Dopo il lancio, le testate impattavano presso il cosmodromo di Kapustin Yar. Occorre considerare che le testate utilizzate per i test erano tutti simulacri.
| #  | Data              | Tipo di lancio | Missione   | Esito    | Note |
| -- | ----------------- | -------------- | ---------- | -------- | --- |
| 1  | 5 marzo 1965      | sub-orbitale   | -          | Fallito  | Una perdita di propellente dal secondo stadio provocò l'esplosione del razzo vettore all'interno del silo       |
| 2  | 16 dicembre 1965  | sub-orbitale   | -          | Riuscito | |
| 3  | 5 febbraio 1966:  | sub-orbitale   | -          | Riuscito | |
| 4  | 17 marzo 1966     | sub-orbitale   | -          | Fallito  | Altitudine raggiunta dal terzo stadio insufficiente, precipitato in Kamčatka                                    |
| 5  | 20 maggio 1966    | sub-orbitale   | -          | Riuscito | |
| 6  | 17 settembre 1966 | orbitale       | -          | Fallito  | 1° lancio orbitale. Ordinata l'autodistruzione della testata a casa di un errato orientamento della traiettoria |
| 7  | 2 novembre 1966   | orbitale       | -          | Fallito  | Ordinata l'autodistruzione della testata a casa di un errato orientamento della traiettoria                     |
| 8  | 25 gennaio 1967   | orbitale       | Cosmos 139 | Riuscito | 1° test FOBS riuscito: la testata impattò regolarmente presso il poligono di Kasputin Yar                       |
| 9  | 22 marzo 1967     | orbitale       | Cosmos 150 | Fallito  | |
| 10 | 17 maggio 1967    | orbitale       | Cosmos 160 | Riuscito | |
| 11 | 17 luglio 1967    | orbitale       | Cosmos 169 | Riuscito | |
| 12 | 31 luglio 1967    | orbitale       | Cosmos 170 | Riuscito | |
| 13 | 8 agosto 1967     | orbitale       | Cosmos 171 | Riuscito | |
| 14 | 19 settembre 1967 | orbitale       | Cosmos 178 | Riuscito | |
| 15 | 22 settembre 1967 | orbitale       | Cosmos 179 | Riuscito | |
| 16 | 18 ottobre 1967   | orbitale       | Cosmos 183 | Riuscito | |
| 17 | 28 ottobre 1967   | orbitale       | Cosmos 187 | Riuscito | |
| 18 | 25 aprile 1968    | orbitale       | Cosmos 218 | Riuscito | |
| 19 | 21 maggio 1968    | sub-orbitale   | -          | Riuscito | |
| 20 | 28 maggio 1968    | sub-orbitale   | -          | Riuscito | |
| 21 | 2 ottobre 1968    | orbitale       | Cosmos 244 | Riuscito | |
| 22 | 15 settembre 1969 | orbitale       | Cosmos 298 | Riuscito | |
| 23 | 28 luglio 1970    | orbitale       | Cosmos 354 | Riuscito | |
| 24 | 25 settembre 1970 | orbitale       | Cosmos 365 | Riuscito | |
| 25 | 8 agosto 1971     | orbitale       | Cosmos 433 | Riuscito | |